# Orden de los caballeros de la Estrella

## Orden militar de los caballeros de la Estrella

### Introducción
Entre los siglos XV y XVI el imperio otomano tuvo una época de esplendor, potenciado por las constantes adhesiones de los pueblos árabes de la costa sur del Mediterráneo, unidos bajo la causa común del Islam.
De esta supremacía no se libró el Mediterráneo, y especialmente el estrecho de Mesina, vía natural de tránsito entre oriente y occidente. Piratas y corsarios turcos sembraron la inseguridad en todas las rutas marítimas de la época, particularmente las comerciales, generando graves perjuicios de toda índole a los pueblos afectados.
Con el avance de la situación las mismas ciudades costeras también pasaron a ser objetivo, periódicamente expoliadas por razias, propagando con cada nueva acción el pánico por todo el litoral cristiano del Mediterráneo.
Mesina, como tantas otras ciudades portuarias, no quedó indemne: pagó su pesado tributo a la causa en forma de cruentas incursiones, con saqueos, destrucciones e incluso secuestros, bien para rescate o trata de esclavos. Pero en alguna ocasión los mesineses, más por su tenacidad y arrojo que por la eficiencia de su infraestructura defensiva, lograron repeler los ataques turcos, como en el caso de la incursión Sinan Bassá de septiembre de 1595.

### Constitución de la Orden
Fue en tal ocasión cuando Giovanni III de Ventimiglia, VIII marqués de Irache, desarrolló la idea de constituir un cuerpo permanente de guerreros, excepcionalmente adiestrados y armados, que tal y como escribe Giacomo Crescenti, estuviesen siempre vigilantes para ser los primeros en llegar a la defensa de la patria en toda ocasión que fuese necesaria. Dado el especial carácter del cuerpo estaría voluntariamente limitado a 70 efectivos, cifra que más tarde se aumentó hasta un total de 100.
Felipe II, siempre abierto a nuevas técnicas defensivas, no solo dio su beneplácito a la creación a este cuerpo de élite, sino que le concedió el privilegio de Orden Militar, a la usanza de las maestranzas de caballería ya existentes en algunas ciudades de España.
Así, en la ciudad de Mesina y con fecha 7 de diciembre de 1595, aunando sobre su persona las responsabilidades de stratigoto de la ciudad, presidente del reino de Sicilia y lugarteniente y capitán general del reino, el marqués de Irache constituyó la Orden de los caballeros de la estrella.
Existen distintas versiones respecto a la procedencia del nombre:
- Caio Domenico Gallo,[7] indica que tal denominación fue tomada en homenaje al respeto y devoción a la Virgen Santísima de la Epifanía, a la que acudieron en peregrinación los magos de oriente guiados por una estrella, así como hacia la virgen Stella Maris.
- Giuseppe Bonfiglio e Costanzo,[8] cifra el origen en la estrella de Orión, progenitor de Mesina.
- Giuseppe La Farina,[9] precisa que la denominación fue tomada a imitación de la orden militar homónima instituida en 1352 por Juan II,[10] rey de Francia.[11]

La Orden poseía sus propios estatutos, que regulaban la vida del caballero, tanto en sus tareas de adiestramiento  como en su vida privada, especialmente en los momentos decisivos de la vida, tales como el matrimonio.
Para ingresar en la Orden, los caballeros tenían que demostrar nobleza de sangre por los cuatro primeros apellidos por más de 200 años. Cuando alguno de estos caballeros dejaba su puesto vacante, fuese la causa que fuese, su plaza quedaba disponible para algún familiar consanguíneo sin más requisito que haber cumplido 20 años y pagar la cuota de admisión, fijada en la nada despreciable cifra para la época de 30 onzas.
Eran faltas graves, motivo de expulsión, asuntos como no presentarse inmediatamente bajo el estandarte de la orden cuando la campana o la tromba sonaban a rebato, más aún sin un motivo que pudiese justificar tal acción. Igualmente cuando en tiempos de guerra un caballero abandonaba dicho estandarte o combatía bajo otra bandera.
El 5 de octubre de 1596, fue nombrado primer príncipe de la orden don Vincenzo Bologna. Existían además otros cargos dentro de la orden, entre los que podemos citar: dos maestros de caballeros, el gonfaloniero, el canciller, el tesorero, el maestro armero, etc. Cada primero de septiembre, reunidos en cónclave, se efectuaba la elección y renovación de cargos (todos eran cargos anuales), ocasión que se celebraba con una vistosa cabalgata y posterior torneo. Acabada la elección, se comunicaba el resultado al virrey, para su refrendo y al que ofrecían sus servicios en caso de guerra, y a continuación se presentaban ante el senado de la ciudad. Era un acto vistoso, con una colorida cabalgata, precedida por un grupo de heraldos de armas ricamente ataviados y portando trombas y timbales. Acto seguido desfilaban los caballeros, en formación de a dos, con sus uniformes de gala y mostrando en el pecho la estrella de oro y finalmente, flanqueado por el stratigotto y el senador hebdomadario de la ciudad, cabalgaba el príncipe de la Accademia. Seguía el cortejo con el más antiguo de los dos maestros de caballeros, flanqueado entre dos senadores, siguiendo a continuación y en idéntica formación el más joven de ellos. Finalizaba siempre la cabalgata ante el palacio de la Orden, frente a la iglesia parroquial de San Antonio, que perteneció anteriormente al marqués de la Scaletta y que fue una dotación del senado de la ciudad.
En 1614 Pedro Téllez-Girón y Velasco, duque de Osuna, efectuó la revista general a las tropas de la ciudad flanqueado por caballeros de la orden, concediéndoles a continuación la potestad de poder usar y llevar consigo toda clase de armas, incluidas las prohibidas por las ordenanzas locales, así como portar el estandarte real. Estas prerrogativas a la Accademia fueron confirmadas el 20 de octubre de 1622 por Emanuele Filiberto de Saboya, virrey de Sicilia, en un documento en el que se especifica que, en tiempos de guerra, pueden utilizar no “armas gentiles”, sino verdaderas armas ofensivas. A esto se añade otro documento con fecha 23 de octubre en el que se habilita a los caballeros de la orden a llevar consigo espada y puñal. Más tarde, en 1632 y siendo virrey de Sicilia Fernando Afán de Ribera y Téllez-Girón, duque de Alcalá y el príncipe de la Accademia su propio hijo, les fue concedido a título perpetuo la prerrogativa del tratamiento de ilustrísimo, hasta la fecha reservado para los títulos nobiliarios del reino.
Sus vestimentas eran suntuosas y riquísimas, confeccionadas con preciados terciopelos de diversos colores. Los caballeros llevaban goletta, zagaglia, guantes de malla, pistola, escopeta y puñal dorado. Vestían un gorro de fieltro con cintas y cordón de oro, adornado con plumas blancas y rojas. Calzas, jubón y cuello eran de encaje blanco. Sobre el pecho llevaban colgado un gran medallón de oro en forma de estrella, sujeto por una larga cinta. La orla del vestido, en rojo carmesí, estaba fornida de plata. En 1620, un cambio en las ordenanzas  de la Accademia intentó homogeneizar los uniformes de los caballeros, especificando que “los caballeros no podían gastar más de 12 onzas en su vestido y caballo”.
Eran varias las ocasiones a lo largo del año que tenía la Accademia para sus actos sociales: el 6 de enero de cada año, día de la Epifanía, se celebraba la festividad de la Orden de la Stella. Para la ocasión, se mostraba públicamente en procesión, sobre un riquísimo bastón de plata de un valor de 30.000 escudos y realizado a costa de la Accademia, una custodia de cristal, guardando como reliquia un cabello de la Virgen. Un día cualquiera, elegido entre los 17 primeros de cada mes de agosto, en honor de la festividad del Santo Sepulcro, los caballeros mostraban su habilidad ecuestre en una cabalgata. En octubre, se celebraban juegos militares, con justas y torneos. Siempre, en los desfiles públicos iban precedidos por heraldos y timbaleros, que anunciaban su llegada. En caso de guerra, el príncipe de la Accademia asumía el cargo de general de la caballería de la ciudad.

### Supresión de la Orden
En 1674 la ciudad de Mesina se rebeló contra la corona y a favor de Francia, dejando a la Accademia en una imposible tesitura: defensa de su rey, tal y como marcaban sus estatutos fundacionales, o del consejo de la ciudad. En lo que debió de ser la decisión más difícil de tomar, los caballeros de la Estrella tomaron parte activa a favor de la ciudad. El conflicto duró prácticamente 4 años, hasta que en 1678 quedó restablecido el anterior orden.
Con fecha de 17 de agosto de 1678, sin haber cumplido siquiera un año en su cargo, fue depuesto del cargo de virrey Vincenzo Gonzaga Doria, siendo sustituido por Francisco Benavides Dávila, conde de Santiesteban del Puerto hasta ese momento virrey de Cerdeña. El 29 de noviembre de ese mismo año desembarcó en Palermo y el día 11 del mes siguiente prestó juramento en la catedral de la misma ciudad, embarcándose el 5 de enero rumbo a Mesina, donde llegó de incógnito una jornada más tarde. No tardó en propagarse la noticia entre la población, entre la que fue fraguándose el temor de que tal celeridad en su llegada solo auguraba el ejemplar castigo que el anterior virrey no supo o no pudo dar.
El 7 de enero de 1679, al día siguiente de su llegada, dispuso la supresión definitiva de la Accademia de la ciudad de Mesina.
Tras un siglo de vida al servicio de la ciudad, la Orden de los caballeros de la Estrella, popularmente conocida como la Accademia della Stella, recibió del virrey el siguiente mensaje: Por razones convenientes al servicio de Su Majestad, he resuelto suprimir la “Accademia” de la Estrella de esta ciudad, lo que pongo en conocimiento de SV y para que trasmita dicha noticia a quien competa, avisándole también que a todo aquel que haya participado en el real servicio obtendrá de la real benevolencia toda su gratitud, como símbolo de su mayor amor.
Los caballeros de la Estrella, con el marqués de la Floresta al frente en su condición de príncipe, recorriendo la ciudad en silencioso cortejo, fueron a deponer las insignias a los pies del impasible virrey.
Más adelante, fueron confiscados todos los bienes y patrimonio de la ya extinta orden, entre los que se incluía la baronía de la Scaletta, sede de la Accademia, y que fue vendida a vil precio a Diego Brunaccini, juez de la Corte Stratigoziale de Mesina, profesor de derecho feudal del Ateneo de 1659 a 1674, y personaje investido con los más relevantes cargos de gobierno merced a su fidelidad a Carlos II, e investido en 1687 príncipe de San Teodoro. (Salvino Greco)

### L'Esterante
En un torneo en 1642 el párroco don Carlo Musarra, secretario de la Orden en la que era conocido como L'Esterante, compuso:

“Vostra mercede, o figlie,

Non temerà Mesina

L'insidioso assalto

Di lingua mentitrice.
Chè parleran per me l'invitte destre

De'Stellati Campioni, e tra le sfere,

De la gloria verace

Haverà la mia fama eterna pace.
Risponderan per me con mille bocche

Le dotte carte, e l'immortale inchiostro

De' Fucinanti Fabri,

Che rendiran coi lor famosi canti

All' immortalità sacri i miei vanti.
...............................................
Io vivrò ne le spade, e ne le penne.

Tu pugnerai co'l senno, ella col braccio.

L'armi adopri la Stella, e la Fucina

Ciò che segna col sangue il fiero Marte,

Co' caratteri d'or registri in carte.”